# 스기야마 고이치 (축구 선수)
스기야마 코이치(일본어: 杉山 弘一, 1971년 10월 27일 ~ )는 일본의 전 축구 선수이자 현 축구 지도자로 과거 우라와 레즈, 도쿄 베르디, 알비렉스 니가타에서 활동했으며 현재 교토 상가의 수석 코치를 맡고 있다.

## 구단 경력
1994년 J1리그의 우라와 레즈에 입단하였다. 1999년 J1리그의 베르디 가와사키(도쿄 베르디)로 이적했다. 2003년 J2리그의 알비렉스 니가타로 이적했다.

## 지도자 경력
은퇴 후에는 우라와 레즈의 코치를 거쳐, 2010년부터 2013년까지 알비렉스 니가타 싱가포르에서 감독을 맡았다.